# جان ادوارد اریکسون
جان ادوارد اریکسون (به انگلیسی: John Edward Erickson) سناتور سابق عضو حزب دموکرات ایالات متحده آمریکا بود. وی در سال ۱۹۳۳ تا ۱۹۳۴ میلادی سناتور ایالت مونتانا در سنای ایالات متحده آمریکا بود.